# Монтеферранте
Монтеферранте (італ. Monteferrante) — муніципалітет в Італії, у регіоні Абруццо, провінція К'єті.
Монтеферранте розташоване на відстані близько 160 км на схід від Рима, 95 км на південний схід від Л'Аквіли, 50 км на південь від К'єті.
Населення — 134 особи (2014).
Щорічний фестиваль відбувається 29 серпня. 

## Демографія
Населення за роками:

Станом на 1 січня 2023 року в муніципалітеті офіційно проживали 2 іноземці з 2 країн, серед них 1 громадянин країн Євросоюзу та 1 громадянин України.

## Сусідні муніципалітети
- Кастільйоне-Мессер-Марино
- Колледімеццо
- Монтаццолі
- П'єтраферраццана
- Ройо-дель-Сангро
- Вілла-Санта-Марія